# Wilhelm Christian Müller
Wilhelm Christian Müller (Wasungen, 7 marzo 1752 – Brema, 13 luglio 1831) è stato un musicista, insegnante e viaggiatore tedesco.

## Biografia
Dopo aver studiato a Gottinga, Müller lavora come insegnante privato ad Altona, dove incontra Joachim Heinrich Campe. Nel 1778 si trasferisce a Brema, dove fonda una scuola privata. Nel 1784 divenne direttore musicale e cantore presso la scuola della cattedrale di Brema. La musica assume un ruolo fondamentale nella teoria educativa di Müller, influenzata anche dalle idee di Joachim Heinrich Campe, Johann Bernhard Basedow e Johann Heinrich Pestalozzi. Nel 1817 abbandona l'incarico a Brema e intraprende un viaggio verso l'Italia con la figlia Elise, pianista, di cui scrive un resoconto nelle sue Briefe aus Italien. Durante il viaggio conosce a Vienna Ludwig van Beethoven, il 3 ottobre 1820 .

## Opere

Briefe an deutsche Freunde von einer Reise durch Italien, über Sachsen, Böhmen und Oestreich, 1824

- Nachricht von meinem Erziehungs-Institut (1787)
- Vorlesung ueber zwei wichtige Erziehungs-Verbesserungen, (1791)
- Versuch einer Geschichte der musikalischen Kultur in Bremen, in Hanseatisches Magazin 3, 1801, pp. 111–168
- Erfahrungen ueber Pestalozzi's Lehrmethode (1804)
- Bremisches Gesellschafts-Liederbuch (1807-1808)
- Versuch einer allg. pragmatischen Elementarschule (1807-1809)
- Briefe aus Italien an deutsche Freunde, 2 volumi, 1820.
  -  Briefe an deutsche Freunde von einer Reise durch Italien, über Sachsen, Böhmen und Oestreich, vol. 1, Altona, Johann Friedrich Hammerich, 1824.
  -  Briefe an deutsche Freunde von einer Reise durch Italien, über Sachsen, Böhmen und Oestreich, vol. 2, Altona, Johann Friedrich Hammerich, 1824.
- Flug von der Nordsee zum Montblanc, durch Westphalen, Niederrhein, Schwaben, die Schweiz, ueber Baiern, Franken, Niedersachsen zurueck: Skizze zum Gemaelde unserer Zeit (1821)
- Aesthetisch-historische Einleitungen in die Wissenschaft der Tonkunst (1830)